# Sekouba Camara
Sekouba Camara (10 agosto 1983) è un ex calciatore guineano, di ruolo difensore.

## Carriera

### Club
Ha sempre giocato nel campionato guineano.

### Nazionale
Ha esordito in nazionale nel 2005.